# 동백 아가씨 (1964년 영화)
"동백 아가씨"는 한국에서 제작된 김기 감독의 1964년 영화이다. 강신성일 등이 주연으로 출연하였고 박원석 등이 제작에 참여하였다.

## 출연

### 주연
- 강신성일
- 엄앵란
- 김승호
- 석일우

## 기타
- 원작자: 추식
- 조명: 임호
- 미술: 박석인